# Air Supply
Gli Air Supply sono un gruppo soft rock australiano, molto popolare soprattutto negli anni ottanta; sono un duo composto dall'australiano Russell Hitchcock e dall'inglese Graham Russell in attività sin dal 1976.
Nel corso degli anni si sono aggiunti altri musicisti, ma il duo originario rimane interprete e autore di quasi tutte le canzoni. Nel corso della loro quarantennale carriera hanno pubblicato diversi album, ma vengono ricordati maggiormente per canzoni tra cui le famose Lost in Love e All Out of Love (entrambe del 1980), a volte reinterpretate da cantanti molto conosciuti, nonché Making Love Out of Nothing at All, scritta da Jim Steinman e pubblicata nel 1983. Nel 1984 la loro canzone I Can Wait Forever fece parte della colonna sonora del film Ghostbusters - Acchiappafantasmi.

## Formazione
- Russell Hitchcock - voce
- Graham Russell - voce, chitarra

## Discografia
- Air Supply (1976)
- The Whole Thing's Started (1977)
- Love & Other Bruises (1977)
- Life Support (1979)
- Lost in Love (1980)
- The One That You Love (1981)
- Now and Forever (1982)
- Air Supply (1985)
- Hearts in Motion (1986)
- The Christmas Album (1987)
- The Earth Is... (1991)
- The Vanishing Race (1993)
- News from Nowhere (1995)
- The Book of Love (1997)
- Yours Truly (2001)
- Across the Concrete Sky (2003)
- The Singer and the Song (2005)
- Mumbo Jumbo (2010)